# 버전 7 유닉스
버전 7 유닉스(Version 7 Unix)는 유닉스 운영체제의 중요한 초기 릴리스였다. 1979년에 출시된 V7은 1980년대 초 AT&T 코퍼레이션이 유닉스를 상용화하기 전에 널리 배포된 벨 연구소의 마지막 릴리스였다. V7은 원래 디지털 이큅먼트 코퍼레이션의 PDP-11 미니컴퓨터용으로 개발되었으며 나중에 다른 플랫폼으로 포팅되었다.

## 개요
벨 연구소의 유닉스 버전은 함께 제공된 사용자 설명서의 버전으로 지정되었다. 1979년에 출시된 7판은 상업용 사용자에게 라이센스가 부여된 첫 번째 버전인 6판에 이어졌다. 리서치 유닉스 라인의 개발은 4.1BSD의 개발을 통합한 8판부터 10판까지 계속되었으며, 그 후 벨 연구소 연구원들은 플랜 9 개발에 집중했다.
V7은 최초의 쉽게 이식 가능한 유닉스 버전이었다. 이 시대는 다양한 아키텍처 변형이 있는 미니컴퓨터의 시대이자 16비트 마이크로프로세서 시장의 시작이었기 때문에 출시 후 처음 몇 년 내에 많은 포트가 완성되었다. 최초의 썬 워크스테이션(당시 모토로라 68000 기반)은 유니소프트의 V7 포트를 실행했다. 인텔 8086용 제닉스의 첫 번째 버전은 V7에서 파생되었으며 오닉스 시스템스는 곧 V7을 실행하는 자일로그 Z8000 컴퓨터를 생산했다. 유닉스/32V라고 불리는 V7의 VAX 포트는 인기 있는 유닉스 시스템 4BSD 제품군의 직접적인 조상이었다.
V6를 인터데이터 7/32로 포팅한 울런공 대학교의 그룹은 V7도 해당 시스템으로 포팅했다. 인터데이터는 이 포트를 에디션 VII로 판매하여 최초의 상용 유닉스 제품이 되었다.
DEC는 V7M(수정된 경우)이라는 자체 PDP-11 버전의 V7을 배포했다. DEC의 UEG(유닉스 엔지니어링 그룹)가 개발한 V7M에는 크게 향상된 하드웨어 오류 복구 및 많은 추가 장치 드라이버를 포함하여 PDP-11 컴퓨터 제품군용 커널에 대한 많은 향상된 기능이 포함되어 있다. UEG는 나중에 Ultrix를 개발하는 그룹으로 발전했다.